# پپن گوژپشت
پپن، یا پپن گوژپشت (فرانسوی: Pépin le Bossu، آلمانی: Pippin der Buckelige؛ حدود ۷۶۹ – ۸۱۱) یک شاهزادهٔ فرانک بود. او بزرگترین پسر شارلمانی و نجیب‌زاده هیمیلتروت بود. وی پس از تولد گوژپشت شد، که این رخداد منتهی به نامیده‌شدن وی توسط مورخین سده‌های میانهٔ آغازین به لقب «گوژپشت» شد. پس از این که شارلمانی مادرش را رد کرد و همسری دیگر – هیلدگارد – اختیار کرد، وی با دربار پدرش زندگی کرد. حدود ۷۸۱، برادر ناتنی پپن، کارولمان دوباره به‌نام «پپن ایتالیا» نام‌گذاری شد — گامی برای این که به شارلمانی علامت بدهند تا پپن بزرگتر را به دلایل مختلف از ارث محروم کنند. در ۷۹۲، پپن گوژپشت همراه با گروهی از اشراف و نجیب‌زادگان برجسته و پیشتاز فرانکی علیه پدرش شارلمانی شورید، اما پیش از آن که این نقشهٔ توطئه‌آمیز عملی بشود، آشکار شد و مورد توقیف قرار گرفت. شارلمانی به‌جای دادن حکم اعدام به او، حکمش را به تراشیدن فرق سر و تبعید شدن به صومعهٔ پروم تغییر داد. از تاریخ فوت وی در ۸۱۱، پپن موضوع آثار داستانی تاریخی متعددی بوده‌است.